# Klaus Neuper
Klaus Neuper (* 1949 in Nürnberg; † 15. Oktober 2007 in Griechenland) war ein deutscher Maler, Zeichner und Kunstlehrer.

## Leben und Werk
Seine künstlerische Ausbildung erhielt Klaus Neuper zunächst von 1967 bis 1970 als Schüler von Georg Weidenbacher in Nürnberg. Bereits in diesen frühen Jahren konnte er 1969 seine Bilder in einer ersten Einzelausstellung in der Nürnberger Galerie am Dürerhaus zeigen. Von 1970 bis 1974 studierte Neuper an der Akademie der Bildenden Künste Nürnberg und schloss hieran noch ein Studium der Kunstgeschichte in Berlin an (1974–76).
Von 1977 bis 1978 war Neuper Dozent an der Nürnberger Akademie und ab 1981 war er als freischaffender Künstler tätig.
Ab 1991 wirkte er als Dozent im Kunstquartier Nürnberg, das er zusammen mit Doris Weller gegründet hatte.
2004 erhielt er eine Professur an der Kunsthochschule Köln.
Der Künstler lebte bis zu seinem Tod in Leinburg. Klaus Neuper starb unerwartet während eines Urlaubs in Griechenland.
Ab 1969 hatte Klaus Neuper zahlreiche Einzelausstellungen und Ausstellungsbeteiligungen im In- und Ausland.

## Künstlerisches Schaffen
Ab 1979 beschäftigte sich Neuper verstärkt mit Collagen und Installationen zu den Themen Natur, Zerstörung und der Verbindung des Menschen zur Natur.
Um 1990 entstanden großflächige Arbeiten zum Thema Stadt und Meer.
Ab Mitte der 1990er Jahre widmete er sich Struktur-, und Materialarbeiten zu den Themen Chiffren, Zeichen, Symbole.
Ganz signifikant ist dabei die Mischtechnik, bei der er eingefärbte Sandpaste als Material verwendete. Diese hat Neuper über Vorzeichnungen auf die Leinwand gebracht und darauf dann mit Ritzungen, teilweise auch Stempeln sowie mitunter auch neuer Sandpaste überarbeitet.
Dirk Martin hat diese charakteristische Technik wie folgt umschrieben:
„Die Verwendung neuer, unkonventioneller Materialien, wie die Sandmasse, und bildnerischer Mittel, wie die Gravuren und Stempel, erzeugt einen ausgeprägten Oberflächenreiz, der sowohl optisch als auch haptisch erfaßt werden kann. Durch die Stofflichkeit seiner Bilder erzeugt Klaus Neuper eine Reliefstruktur. Seine Gemälde sind flache Reliefs, die aus der Fläche der Leinwand heraustreten und somit an Räumlichkeit gewinnen. Das Bild wird zum Relief mit Mitteln der Malerei! Dies ist eine Errungenschaft der Moderne im 20. Jahrhundert.“

## Mitgliedschaften
- 1980 Mitglied der Künstlergruppe „Zeichen“.
- 1990 Gründungsmitglied der Gruppe „Vierter Fall“.
- 2005 Mitglied der Gruppe „European ARTISTS e. V.“
- Mitglied der Dreiergruppe „BON“ (zusammen mit Friedrich Brunner und Rob Olins (London))

## Preise
- 1974 Förderpreis des Freistaates Bayern
- 1988 Certificate of Excellence – International Art Competition, New York
- 1993 Kunstpreis „Brücken schlagen“ der IG-Metall Frankfurt a. M. – Hamburg
- 1996 Arte e natura, Imperia (Ligurien)
- 1998 Fundación Barceló – Palma de Mallorca

## Sammlungen
Werke Klaus Neupers befinden sich u. a. im Besitz folgender Institutionen und Sammlungen: Kunsthaus Taunusstein, Museum of Fine Arts, Boston, Irish Museum of Modern Art (Dublin), El Gouna Museum (Hurghada).